# Novo Zvečevo
Novo Zvečevo (njemački:Papuck) je naselje u Republici Hrvatskoj u Požeško-slavonskoj županiji, u sastavu općine Brestovac. Prije Drugog svjetskog rata Novo Zvečevo su većinom naseljavali Nijemci.

## Zemljopis
Novo Zvečevo je smješteno oko 30 km sjeverzapadno od Brestovca na cesti prema Voćinu.

## Stanovništvo
Prema popisu stanovništva iz 2011. godine Novo Zvečevo je imalo 30 stanovnika.
| broj stanovnika | 416   | 383   | 284   | 344   | 406   | 427   | 595   | 482   | 85    | 136   | 109   | 80    | 54    | 113   | 27    | 30    | 24    |
|                 | 1857. | 1869. | 1880. | 1890. | 1900. | 1910. | 1921. | 1931. | 1948. | 1953. | 1961. | 1971. | 1981. | 1991. | 2001. | 2011. | 2021. |